# Roderic de Castella
Roderic (m. 873) va ser un noble i el primer comte de Castella (c. 860-873). Alguns investigadors el suposen fill de Ramir I d'Astúries i Paterna, la seva segona esposa, fent-lo, per tant, germanastre d'Ordoni I. No obstant això, la seva filiació com a fill del rei Ramir no consta a la documentació medieval. A més, és improbable que un fill d'un matrimoni que es va celebrar no abans de 842 repoblés la ciutat d'Amaia el 860, tot i que per les missions que li van ser encomanades, és molt probable que fos una persona molt propera a la família real.

## Biografia

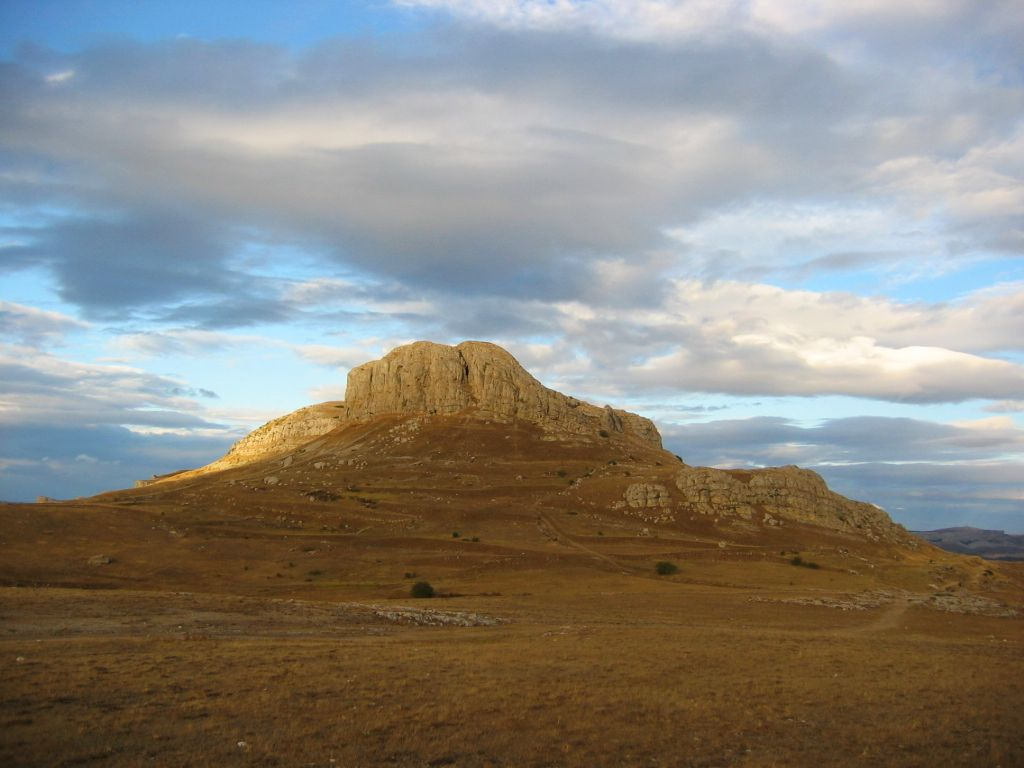
Penya Amaya, l'antiga capital del Ducat de Cantàbria.

Per ordre del rei Ordoni, li va ser encomanat el govern de la marca oriental del regne d'Astúries, un territori que els àrabs anomenaven Al-Qila, és a dir «els Castells», una missió que va dur a terme amb llibertat d'acció unida a la seva fidelitat exemplar envers monarca. Roderic serà el primer comte conegut de Castella, abans d'ell no es té constància de cap persona que ostenti aquest càrrec, ni tan sols de la situació administrativa d'aquesta part important del regne, ni la seva vinculació amb Àlaba. De fet, la primera constància documental que se'n té és d'una carta continguda al Cartulari de San Millán de la Cogolla de data de 862, sent altres documents anteriors una falsificació.
El 860 va repoblar Amaia —la ciutat patrícia, anomenada així per haver estat la capital d'una de les vuit províncies del regne visigot de Toledo— que havia estat conquerida entre els anys 711 i 712 per Tàriq, i hi va fer construir una muralla amb torres al voltant de la ciutat. També va lluitar al costat d'Ordoni I contra els musulmans a diferents batalles, sent una de les més destacades la de Morcuera l'any 863 on les tropes musulmanes van resultar victorioses.
A la mort del rei Ordoni el 27 de maig de 866, aquest va ser succeït pel seu fill Alfons III, que aleshores tenia uns divuit anys. Alfons va ser destronat i es va refugiar a Castella. El comte Roderic va donar suport al rei Alfons i va entrar amb les seves hosts a Astúries, on va romandre un temps al costat del rei.
Entre els anys 867 i 868 va sufocar la rebel·lió del magnat alabès Egiló i va obtenir el govern del comtat d'Àlaba, territori que va governar fins a l'any 870 aproximadament. A partir de 880 consta com a comte d'Àlaba Vela Jiménez. A la mort de Roderic, li va succeir al govern del comtat el seu fill Diego Rodríguez Porcelos.